# Unionidi
Unionidi (lat. Unionidae) su porodica školjkaša. Pripada redu Unionida, podrazredu Palaeoheterodonta.
Vrlo su rasprostranjeni. Tipična su slatkovodna vrsta, ponajviše u vodama smanjene brzine toka. Raznolika su oblika i bolje ljušture, na što utječe područje u kojem žive. Zbog toga se događa da jedinke iste vrste mogu biti vrlo različite što otežava biolozima determinaciju. Različitost može biti tolika da je primjera radi samo za vrstu školjkaša Unio crassus bilo u dvadesetom stoljeću opisano više od dvjesta vrsta, premda se radilo o samo jednoj vrsti.
Unionidi u razvitku od zametka do odrasle jedinke prolaze nametnički stadij odnosno u jednom su stadiju svog razvitka nametnici. Nakon oplodnje glohidije idu u vodu, potom nalaze domadara i prijanjaju mu za tijelo. 
Glohidija, ličinka je preko koje se školjkaš prikvači škrge ili peraje riba, a jer ribe slobodno plivaju, prenose glohidije se prenesu u nova područja, što pridonosi invazivnosti ove porodice slatkovodnih školjkaša.
Jedna školjka može proizvesti i do 300 000 glohidija. Proces parazitiranja je sljedeći. Jajašca se zadrže među listićima ribljih škrga. Ondje se razvijaju ličinke glohidije koje imaju dva krila. U daljnjem razvitku o škrge su pričvršćene kukicama i bisusnim nitima. Kad se riba približi glohidijama one se svojim ljušturama prihvate o riblje peraje ili škrge. Na mjestu gdje su se prihvatile uzrokuju ozljedu, a tada riblja epiderma prerasta glohidiju. Tako nastaje čahura koja se razvija u odrasla školjkaša. Nakon što školjkaš odraste, izlazi iz čahure i pada na dno. Tako se unionidi šire putem riba na druga prostranstva.
Većinom su razdvojena spola. Neke vrste poput Elliptio complanata su hermafroditske.
Na brzinu sazrijevanja kod pojedinih vrsta utječe temperatura vode. Toplija voda znači brže sazrijevanje i čvršću ljušturu. Unionidi su često dominantni organizmi. Hrane se filtriranjem.
Prepoznatljive vrste u Europi su Anadonta anatina, Anadonta cygnea, Unio crassus, Unio tumidus i Unio pictorum.
Zbog toga što su velikih dimenzija, toksikolozi se često služe ovim školjkašima u pokusima.

## Podjela
Postoji nekoliko potporodica, i dosta rodova koji nisu uključeni ni u jednu od njih, to su:
- Genus Aculamprotula Wu, Liang, Wang & Shan, 1999
- Subfamilia Ambleminae Rafinesque, 1820
- Genus Anemina F. Haas, 1969
- Subfamilia Anodontinae Rafinesque, 1820
- Genus Arconaia Conrad, 1865
- Genus Cafferia Simpson, 1900
- Genus Chamberlainia Simpson, 1900
- Genus Cuneopsis Simpson, 1900
- Genus Diaurora Cockerell, 1903
- Genus Diplodon Spix, 1827
- Genus Ensidens Frierson, 1911
- Genus Glabaris Gray, 1847
- Subfamilia Gonideinae Ortmann, 1916
- Genus Harmandia Rochebrune, 1882
- Genus Hyriopsis Conrad, 1853
- Genus Inversidens F. Haas, 1911
- Genus Lamprotula Simpson, 1900
- Genus Lanceolaria Conrad, 1853
- Genus Microcondylaea Vest, 1866
- Genus Middendorffinaia Moskvicheva & Starobogatov, 1973
- Genus Monocondylaea d'Orbigny, 1835
- Genus Mujanaia Delvene, Munt, Piñuela & García-Ramos, 2016 †
- Genus Nodularia Conrad, 1853
- Genus Oguranodonta Kuroda & Habe, 1987
- Subfamilia Parreysiinae Henderson, 1935
- Genus Physunio Simpson, 1900
- Genus Pletholophus Simpson, 1900
- Genus Potomida Swainson, 1840
- Genus Protunio Haas, 1912
- Genus Pseudobaphia Simpson, 1900
- Subfamilia Pseudodontinae Frierson, 1927
- Genus Ptychorhynchus Simpson, 1900
- Subfamilia Rectidentinae Modell, 1942
- Genus Rhombuniopsis F. Haas, 1920
- Genus Schistodesmus Simpson, 1900
- Genus Sinohyriopsis Starobogatov, 1970
- Genus Solenaia Conrad, 1869
- Genus Unionetta Haas, 1955
- Subfamilia Unioninae